# Сероньовиці
Сероньовиці (пол. Sieroniowice, нім. Schironowitz) — село в Польщі, у гміні Уязд Стшелецького повіту Опольського воєводства.
Населення — 646 осіб (2011).

## Демографія
Демографічна структура станом на 31 березня 2011 року:
|          | Загалом | Допрацездатний вік | Працездатний вік | Постпрацездатний вік |
| -------- | ------- | ------------------ | ---------------- | -------------------- |
| Чоловіки | 298     | 50                 | 213              | 35                   |
| Жінки    | 348     | 62                 | 211              | 75                   |
| Разом    | 646     | 112                | 424              | 110                  |